# Noémie Schellens

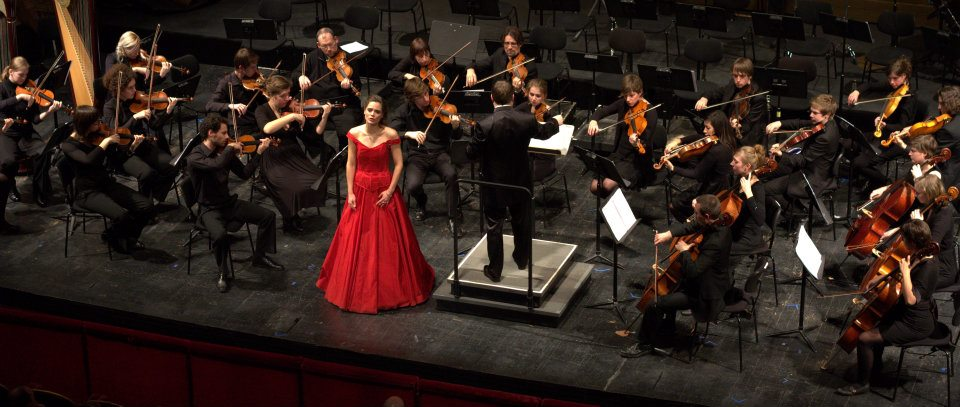
Noémie Schellens als gastsopraan samen met Frascati Symphonic onder leiding van Kris Stroobants

Noémie Schellens is een Belgische sopraan en actrice.

## Levensloop
Schellens studeerde aan het Koninklijk Conservatorium van Brussel zang onder Beatrijs de Vos. Hier behaalde ze haar master met een grote onderscheiding. Ze zette haar studies voort in Frankrijk onder begeleiding van Udo Reinemann (bariton) en vervolmaakte zich later samen met Charlotte Margiono.
Ze volgde verscheidene masterclasses, onder meer bij Mia Besselinck, Margarida Natividade, Yard Van Nes en Keith Warner. Ze zong voor de Operastudio van De Munt, de Vlaamse Opera, BOZAR, Opéra de Lille, het Kaaitheater en Opéra Bastille in Parijs. Op de soundtrack van de Belgische langspeelfilm Achter de wolken (2016) zingt ze Dido's Lament.
Schellens brengt als soliste het licht-lyrische operarepertoire en de oratoria maar heeft ook een liefde voor hedendaagse muziek en multidisciplinaire projecten. In 2012 werd ze door de stad Leuven voor twee jaar uitgeroepen tot Cultureel Ambassadrice: StadsSopraan van Leuven. In die hoedanigheid maakte ze onder andere Opera Mobile en de creatie Canta Luna met tien koren en solisten in de openlucht.
Als actrice werkte ze onder andere voor de Vlaamse reeks Zuidflank, Code 37, de kortfilm Kingdom Come van Raphael Crombez, de clip "You and Me" van Milow en de Amerikaanse langspeelfilm A Quiet Passion (Terence Davies), waarin ze de rol vertolkte van Mabel Loomis Todd.

## Onderscheidingen
- Cardon en Anton Servais Prijs, Brussel
- Médalle Bronze Arts Sciences Lettres, 2009, Parijs
- StadsSopraan, 2012, Leuven

## Samenwerkingen
- Operastudie De Munt onder leiding van Peter Tomek
- Zomeropera Alden Biezen
- Brussels Philharmonic
- Muziektheater Lod
- Frascati Symphonic onder leiding van Kris Stroobants
- Peter Ritzen
- Muziektheater Transparant
- 4 Hoog
- Milow (video "you and me")
- Trafic Lyrique